# Tupesy (Radošovice)
Tupesy jsou malá vesnice, část obce Radošovice v okrese České Budějovice v Jihočeském kraji. Nachází se asi 1,5 kilometru východně od Radošovic. Je zde evidováno 26 adres. V roce 2011 zde trvale žilo 42 obyvatel.
Tupesy jsou také název katastrálního území o rozloze 3,04 km².

## Historie
První písemná zmínka o vesnici pochází z roku 1273.

## Obyvatelstvo
| Rok            | 1869 | 1880 | 1890 | 1900 | 1910 | 1921 | 1930 | 1950 | 1961 | 1970 | 1980 | 1991 | 2001 | 2011 | 2021 |
| -------------- | ---- | ---- | ---- | ---- | ---- | ---- | ---- | ---- | ---- | ---- | ---- | ---- | ---- | ---- | ---- |
| Počet obyvatel | 161  | 163  | 128  | 127  | 113  | 99   | 104  | 77   | 65   | 57   | 54   | 43   | 44   | 42   | 49   |
| Počet domů     | 29   | 30   | 30   | 28   | 29   | 28   | 29   | 24   | 24   | 19   | 17   | 22   | 23   | 24   | 24   |

## Obecní správa
V letech 1850–1919 byly Tupesy součástí obce Břehov, poté se staly samostatnou obcí. Během války v letech 1943-1945 byly opět připojeny k Břehovu. 1. března 1960 byly připojeny k Radošovicím, spolu s nimi pak 1. července 1985 k Žabovřeskům. 24. listopadu 1990 se staly opět součástí samostatných Radošovic.

## Pamětihodnosti

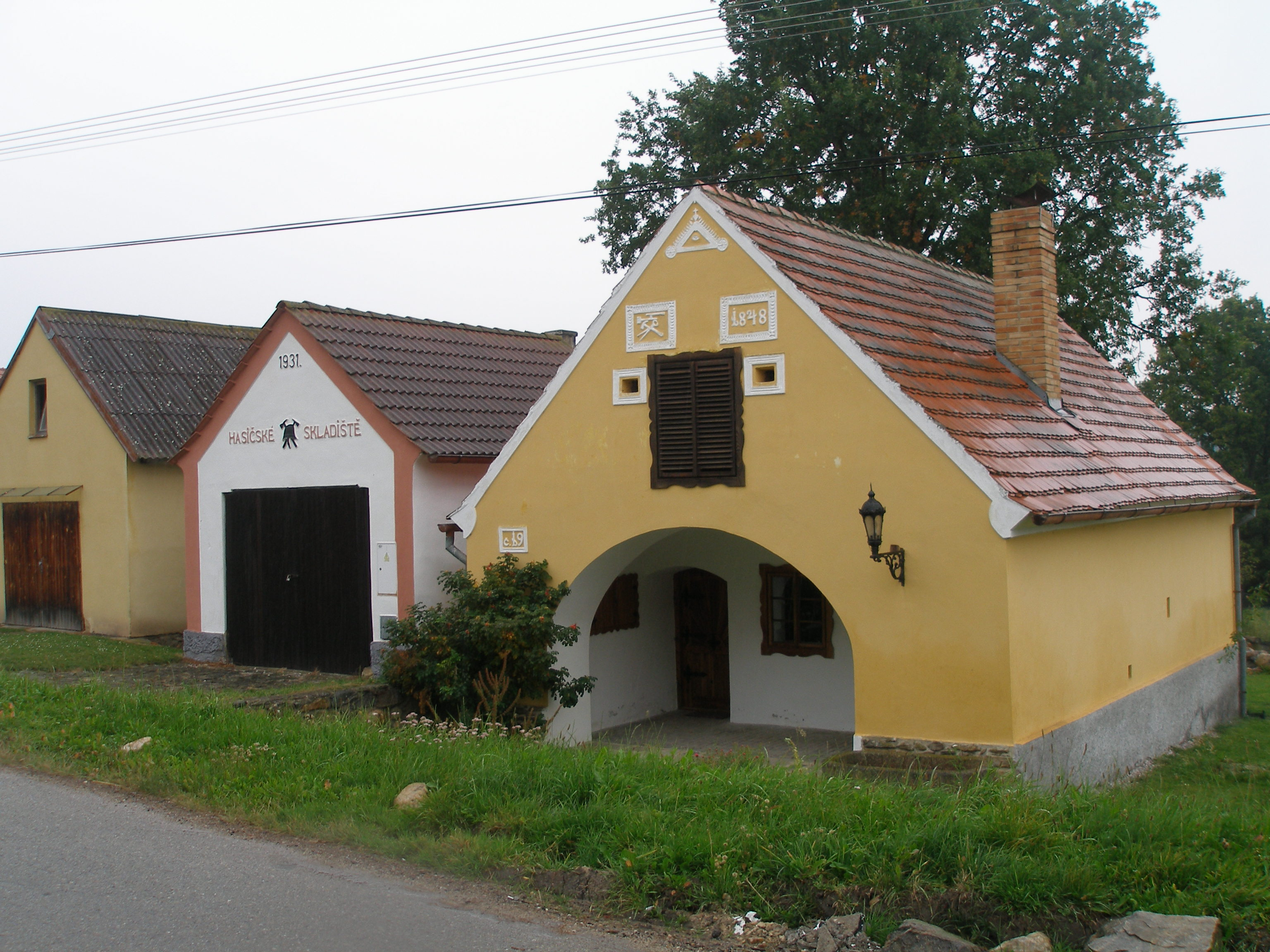
Hasičská zbrojnice a kovárna

- Kovárna
- Špýchar usedlosti čp. 14